# Gule ærter (madret)
 For alternative betydninger, se Gule ærter. (Se også artikler, som begynder med Gule ærter)
Gule ærter er en klassisk dansk vinterret. Den hører til kategorien søbemad, som spises med ske og koges i en gryde.
Gule ærter består af modne tørrede ærter, som koges møre sammen med en suppe kogt på kød og suppegrøntsager. Det færdige resultat er en tyk gullig suppe, der spises med suppekødet og grøntsagerne til.
Der findes mange opskrifter, der ofte varierer fra egn til egn. I Nordjylland er det almindeligt at tilberede gule ærter på basis af grisetæer, mens en sjællandsk variant består af kogeflæsk og svineskank.

## Historie
I Danmark har man spist gule ærter – eller en afart af retten – gennem flere tusind år. Ærter og kål er de ældste danske grøntsager.
Ifølge historiker Else-Marie Boyhus, der har skrevet flere bøger om dansk madhistorie, har tørrede ærter været kendt i Danmark siden bronzealderen.
Dengang gjaldt det nemlig om at skaffe forråd til de lange vintre, og hertil var de tørrede ærter ideelle.
De kunne holde vinteren over, og dertil kom, at de kogte ærter hjalp til at gøre det saltede kød fra forrådskammeret mere spiseligt ved at neutralisere den salte smag.
Således var ærter en af det vigtigste afgrøder helt frem til midten af 1800-tallet, hvor man producerede så mange ærter, at man kunne eksportere.
Grundet strukturændringer i landbruget veg produktionen for andre afgrøder; dog var ærter fortsat en vigtig del af det danske køkken langt ind i det 20. århundrede.

### Gule ærter i kogebøger
Tørrede ærter har været en vigtig del af almindelige danskeres kost frem til vor tid. Retten gule ærter kan dateres til 1766, hvor man første gang støder på en opskrift, der minder om dem, vi kender i dag.
Marcus Looft beskrev i Den kongelige danske og i Henseende til alle Slags Måder fuldstændige Koge-, Bage- og Syltebog en ret med mørkogte ærter, som stryges gennem et dørslag, hvorefter de koges sammen med smør, salt og flæsk.
En ret, der nok minder mere om vores ‘Brændende kærlighed’, blev lavet med gule ærter i stedet for kartofler.
Omkring 1800 begyndte danske kogebøger at have opskrifter på gennemstrøget eller afsiet ærtesuppe. Det er den ret, der kommer tættest på vores gule ærter.
I Fru Constantins kogebog fra 1902 står en opskrift, hvori tørrede ærter skal stå i blød natten over og dernæst koge 3-4 timer ved svag varme. De kogte ærter skulle så koges sammen med suppe kogt på suppevisk og grøntsager.
I dag er det blevet mere almindeligt at bruge suppe kogt på kød, men ellers tilberedes retten stort set på samme måde.

## Gule ærter i dag
Fra slutningen af 00’erne til i dag har madlavning med traditionelle nordiske råvarer fået en renæssance i dansk gastronomi. Det gælder også gule ærter. Fra at have været en ret, der typisk er forbundet med gammeldags kromad, har gule ærter fået plads på menukortet i flere københavnske gourmetrestauranter.
Blandt andet har Thomas Herman udviklet flere menuer med gule ærter som en del af konceptet.
I 2011 vandt kokken Jonas Christensen fra restauranten 1. th. madkonkurrencen Årets Gericke i kategorien hovedretter med retten 'Sprængt kalvebryst med gule ærter og gulerødder'.
Rasmus Kjær, der fik titlen "årets kok" i 2002 og blandt andet har drevet Restaurant Extra på Strøget i København, har ligeledes forkærlighed for retten. i 2011 udviklede han en række nye varianter over den klassiske ret på vegne af Møllerens Gule Ærter.
De tørrede gule ærter – eller flækærter – har desuden fundet anvendelse som hovedingrediens i såkaldt ‘nordisk hummus’.

## Granulat og færdigretter
Historisk set har tilberedning af gule ærter været en langsommelig proces. Ærterne skulle først udblødes og dernæst koges i adskillige timer. I løbet af 1800-tallet blev det dog muligt at købe ærter, der allerede var afskallede, hvilket lettede tilberedningen betydeligt. Senere blev det muligt at købe flækkede ærter – eller flækærter – der yderligere reducerede tilberedningstiden. I dag sælges gule ærter desuden som færdigretter og som granulat med kort kogetid. Ét af de ældste produkter på det danske marked er Møllerens Gule Ærter.

### Produkter med kort kogetid
I 1923 begyndte Svendborg Boghvede- & Havremølle at sælge afskallede og flækkede ærter. Produktet kom senere til at hedde Foska Flækærter og findes stadig i handlen under navnet Møllerens Gule Flækærter.
I 1961 lancerede den svendborgensiske ærte- og kornproducent, der var ejet af den amerikanske morgenmadsgigant Kellogg’s, produktet Møllerens Gule Ærter. Det var – og er stadig – et granulatprodukt, med en kogetid på blot fem minutter.
Det år, der blev solgt flest gule ærter fra Svendborg Boghvede- og Havremølle, var i 1947. 900 ton gule ærter blev solgt til efterkrigstidens husholdninger. Omregnet til portioner, svarer det til, at der i 1947 blev spist 18 millioner portioner gule ærter fra Svendborg i Danmark.

## Tilbehør
Gule ærter serveres med medisterpølse , røget flæsk og kogeflæsk. Især i Sønderjylland serveres de også med kålpølse og hamburgerryg. I Sønderjylland og Nordtyskland spiser man grønlangkål med samme kødtilbehør foruden brasekartofler, og i Tyskland kendes gule ærter slet ikke (tysk ærtesuppe er tynd og grønlig), men man går til Grünkohlessen med pølser, flæsk og hamburgerryg.